# Szałas (powiat kielecki)
Szałas – wieś w Polsce położona w województwie świętokrzyskim, w powiecie kieleckim, w gminie Zagnańsk.
Przez miejscowość przepływa niewielka rzeka Krasna, dopływ Czarnej Koneckiej.
Dzieli się na trzy części. Leży przy drodze łączącej drogę krajową (DK42) w Odrowążu z drogą wojewódzką (nr 750) w Samsonowie. We wsi znajduje się szkoła podstawowa, kościół oraz remiza strażacka OSP w Szałasie.
Przez wieś przechodzi  żółty szlak turystyczny z Końskich do Serbinowa i  czerwony szlak turystyczny z rezerwatu przyrody Diabla Góra do Łącznej.
W latach 1975–1998 miejscowość należała administracyjnie do województwa kieleckiego.
Wierni kościoła rzymskokatolickiego należą do parafii Przemienienia Pańskiego w Odrowążku.

## Części wsi
| SIMC    | Nazwa        | Rodzaj      |
| ------- | ------------ | ----------- |
| 0280028 | Komorniki    | część wsi   |
| 0280034 | Stary Szałas | część wsi   |
| 0997364 | Wilczy Bór   | osada leśna |
| 0280040 | Zaupuście    | część wsi   |

## Historia
Szałas jest starą osadą. Początkowo był własnością książęcą, a od 2 poł. XII w. własnością biskupów krakowskich. Dziesięcina ze wsi była przeznaczona dla parafii w Odrowążu.
W roku 1521 wieś należała do parafii w Kielcach. W 1645 r. do biskupiego klucza kieleckiego należała Kuźnica Szałas (Stary) (dzierżawiona przez p. Dziboni) – Jeden piec do dęcia, drugi piec do kowania i w nim dymarka jest i młynnik. Przy dymarce browar i chałup kilka (w nich mieszkają rzemieślnicy różni i czeladź). Kmieć Kopeć i poddani w Zagnańsku z 2 łanami. Kuźnica zajmuje 3 mile w okręgu, ma dobre lasy, nie ma wody, jedynie marny staw w lesie i 3 stawki. W 1662 wieś należała już do parafii w Odrowążu.
W 1789 r. upaństwowiono kielecki klucz biskupów, Szałas został wsią rządową (Skarbu Państwa). W 1773 r. wybudowano tu kuźnicę, a później wielki piec (na węgiel drzewny). Piec pracował do 1833 r. Rudę wydobywano w okolicy Kucębowa. Górnikami byli m.in. mieszkańcy Szałasu. We wsi mieszkali bartnicy, był też staw rybny (w 1827 r. wybudowano przy nim młyn wodny). Znajdowała się tu karczma i 67 domów.
Mieszkańcy wsi brali udział w powstaniu styczniowym walcząc w oddziałach Andrzejewskiego i Rudawskiego. Po ogłoszonym przez cara uwłaszczeniu chłopów Szałas został podzielony na gospodarstwa o powierzchni 20, 55, jak i 2 morgi.
W 1836 r. w Szałasie, podzielonym na 2 wsie, zamieszkiwało 262 parafian (159 w Szałasie Nowym i 103 w Szałasie Starym). W 1854 liczba ludności w obu sołectwach wyniosła odpowiednio 110 i 165 osób. W 1831 r. mieszkało tu już 702 katolików.
W okresie międzywojennym w Szałasie wybudowano tartak.
1 kwietnia 1940 roku Oddział Wydzielony Wojska Polskiego mjra. „Hubala” stoczył pod Szałasem zwycięską walkę z Niemcami. Jeszcze tego samego dnia w Szałasie–Komornikach okupanci aresztowali 28 mężczyzn, których rozstrzelali później w Kielcach i Skarżysku-Kamiennej. 8 kwietnia niemiecka ekspedycja karna doszczętnie spaliła natomiast Szałas Stary i zamordowała 64 mężczyzn.
Od 1957 Szałas należy do nowo utworzonej ekspozytury kościoła z Odrowąża w Odrowążku. W latach 90. XX w. we wsi wybudowano kościół.
We wsi znajduje się Szkoła Podstawowa im. Partyzantów Ziemi Kieleckiej.